# Antonio de Gimbernat
Don Antonio de Gimbernat y Arbós (Cambrils, 1734 – Madrid, 1816) è stato un chirurgo e anatomista spagnolo.
È noto per aver gettato le basi per le moderne tecniche di riparazione dell'ernia inguinale. Descrisse anche in dettaglio l'anatomia delle regioni inguinali e femorali del corpo umano. È stato il padre del geologo Carlos Gimbernat e del diplomatico Agustín Gimbernat.
Suo figlio Don Antonio Gimbernat (1765-1834) seguì le orme del padre e fu primo chirurgo del re di Spagna.
Il legamento lacunare prende il nome da Antonio de Gimbernat.

## Biografia

### Formazione chirurgica presso l'Accademia Reale Chirurgica di Cadice
Nacque nel 1734 a Cambrils, provincia di Tarragona. Dopo aver studiato latino e filosofia all'Università di Cervera, si iscrisse nel 1756 alla Accademia Reale Chirurgica di Cadice, fondata da Fernando VI e legata alla Marina spagnola. Il porto di Cadice era la base della Marina spagnola e Gimbernat fu reclutato dal Capo di Chirurgia della Marina, Pere Virgili. Virgili lasciò Cadice per fondare l'Accademia Reale Chirurgica di Barcellona, dove fu seguito dal genero Lorenzo Roland, professore di Anatomia a Cadice, che lasciò il posto vacante. Riconosciuto per la sua conoscenza e abilità nella dissezione anatomica, Gimbernat è stato scelto per sostituirlo e lavorare come professore di Anatomia, prima di aver conseguito la laurea, conseguita nel 1762.

### Studi in Europa e collaborazione con John Hunter
Nel 1774 Gimbernat godette della reputazione di grande chirurgo e ottenne che il re Carlo III sovvenzionasse il suo soggiorno all'estero, al fine di contribuire alla Spagna i più recenti progressi nel campo dell'anatomia e della chirurgia. Cominciò il suo lungo viaggio attraverso l'Europa a Parigi, all'Hôpital de la Charité e all'Hôtel-Dieu, l'ospedale più antico e più malsano di Francia, che aveva anche subito un grande incendio nel 1772. In seguito viaggiò a Londra dove frequentò le lezioni dal famoso anatomista e chirurgo John Hunter. Il 25 aprile 1777 fu specificata la diffusione del suo contributo alla chirurgia dell'ernia crurale, quando in una delle lezioni di Hunter sulle tecniche di riparazione dell'ernia, chiese e ottenne il permesso di spiegare la sua innovazione tecnica nella chirurgia dell'ernia crurale,ossia nella sezione del legamento lacunare per ridurre l'ernia crurale strangolata.
Da questo punto, questo legamento, che corrisponde a un ispessimento triangolare del legamento inguinale quando inserito nel tubercolo pubico, è universalmente noto come legamento di Gimbernat. Ha continuato i suoi studi a Edimburgo e nella città olandese di Leida. Ritornò in Spagna nel 1778.

### Direttore e professore dell'Accademia Reale Chirurgica di Madrid
Al suo ritorno in Spagna, gli fu commissionato la creazione del Accademia Reale Chirurgica di Madrid e dell'Accademia Chirurgica di San Carlos (situata nell'Ospedale Generale e della Passione), di cui era direttore, insieme a Mariano Ribas (professore di traumatologia). Viene nominato direttore il 27 gennaio 1787 e il Collegio viene inaugurato ufficialmente il 1º ottobre 1787. Nel 1789 viene nominato chirurgo da camera del re e gli viene concesso il titolo nobiliare. Nel 1801 fu nominato primo chirurgo della Camera Reale di Sua Maestà e presidente di tutti i Collegi di Chirurgia della Spagna.
Dopo il ritiro dei francesi e l'avvento di Ferdinando VII, cade in disgrazia a causa della sua collaborazione con gli invasori e viene licenziato. Rinviato dalla vita accademica, soffre di un deterioramento delle sue facoltà mentali e subisce una grande difficoltà economica nei suoi ultimi anni di vita. Il declino della tua salute provoca anche perdita della vista. Nel 1810 subì un intervento oculare eseguito dal chirurgo Josep Ribes, ma Gimbernat si tolse prematuramente le bende che gli coprivano gli occhi, la stessa notte dell'operazione, a seguito delle quali la riuscita dell'intervento si complicò e divenne praticamente cieco. Muore a Madrid il 17 novembre 1816.

### Opere
Nel 1793, Gimbernat pubblicò il "Nuovo metodo per operare l'ernia crurale", dedicato al re Carlo IV di Spagna. Il libro descrive in dettaglio la descrizione anatomica del canale femorale e del legamento lacunare. Descrisse anche la tecnica di trattamento chirurgico dell'ernia crurale strangolata, mediante la sezione del legamento per facilitare la riduzione del contenuto di ernia. Nello stesso libro descrive il frequente ritrovamento di un nodo nelle immediate vicinanze del canale femorale, che è stato successivamente noto come ganglio di Cloquet o Rosenmüller, poiché è stato descritto da questi autori (Jules Germain Cloquet, 1790–1883 e Johann Christian Rosenmüller, 1771-1820, professori di anatomia e chirurgia a Parigi e Lipsia, rispettivamente) come una ferita che potrebbe essere confusa con un'ernia crurale incarcerata.
Questo libro ebbe una grande ripercussione ai suoi tempi e fu tradotto in diverse lingue: inglese, tedesco e francese. La versione inglese, datata al 1795, è stata tradotta da Thomas Beddoes. Il suo contributo è anche specificato in una pubblicazione nel 1801 sull'uso e l'abuso delle legature e un altro sulla chirurgia corneale, "Tesi sulle ulcere degli occhi che interessano la cornea trasparente" nel 1802.